# Prêmios MTV MIAW
Prêmios MTV MIAW (in sigla MTV MIAW BR) è stata una manifestazione organizzata annualmente da MTV in Brasile, istituita per celebrare il meglio della cultura pop, della musica e dell'intrattenimento.
La prima edizione dei Prêmios MTV MIAW si è tenuta nel maggio 2018. L'evento è stato in seguito interrotto definitivamente dopo cinque edizioni.

## Edizioni
| Anno | Luogo           | Data         | Città     | Conduttori                      | Note  |
| ---- | --------------- | ------------ | --------- | ------------------------------- | ----- |
| 2018 | Citibank Hall   | 24 maggio    | San Paolo | Whindersson Nunes               | [ 2 ] |
| 2019 | Citibank Hall   | 21 giugno    | San Paolo | Hugo Gloss e Sabrina Sato       | [ 3 ] |
| 2020 | Estúdios Quanta | 24 settembre | San Paolo | Bruna Marquezine e Manu Gavassi | [ 4 ] |
| 2021 | Estúdios Quanta | 23 settembre | San Paolo | Pabllo Vittar e Rafael Portugal | [ 5 ] |
| 2022 | Vibra Hall      | 28 luglio    | San Paolo | Camila Queiroz e Xamã           | [ 6 ] |